# Rachel Melvin
Rachel Melvin (Elmhurst, 9 de Fevereiro de 1985) é uma atriz estadunidense.

## Biografia
Melvin nasceu em Elmhurst, Illinois, mas mudou-se para Phoenix no Arizona aos quatro anos de idade. Ela foi criada em Phoenix. Ela tem uma irmã mais velha chamada Jessica. Ela se formou na Escola de Mountain Pointe High School em 2003. Passou-se uma bolsa de estudos integral para a universidade para que ela pudesse mudar para a Califórnia para seguir a carreira de atriz. Rachel foi para um casino em Phoenix em uma noite e ganhou 600 dólares jogando nobingo. Ela usou seu dinheiro para se mudar para Los Angeles. Seus ídolos incluem a atriz Meryl Streep, Mary-Louise Parker, Anne Hathaway, Cynthia Nixon e Toni Colette.

### Vida pessoal
Ela agora reside em Los Angeles na Califórnia.

## Filmografia
| Filmes    | Filmes             | Filmes                         | Filmes          |
| Ano       | Filmes             | Personagens                    | Notas           |
| --------- | ------------------ | ------------------------------ | --------------- |
| 2005      | Boo                | Meg                            |                 |
| 2008      | Legacy             | Julie                          |                 |
| 2009      | Cry of the Mummy   | Le Petit Sirene Agent          |                 |
| 2010      | Girlfriend         | Rebecca                        |                 |
| 2010      | Seven Deadly Sins  | Kaia                           |                 |
| 2014      | Dumb and Dumber To | Penny Pichlow / Fanny Feltcher |                 |
| 2014      | Zombeavers         | Mary                           |                 |
| 2014      | All I Need         | Ashley                         |                 |
| 2015      | Backup Boyfriend   | Celia                          |                 |
| 2015      | Madtown            | Sarah                          |                 |
| 2015      | Sleepwalker        | TBA                            | Pros - produção |
| Televisão |                    |                                |                 |
| Ano       | Nome               | Personagens                    | Notas           |
| 2004      | Summerland (série) | Teen Girl                      | 1 episódio      |
| 2004      | Jack & Bobby       | Jamie                          | 1 episódio      |
| 2005      | 8 Simple Rules     | Cute Girl                      | 1 episódio      |
| (2009)    | Days of our Lives  | Chelsea Brady                  | 518 episódios   |
| 2009      | Heroes (série)     | Annie                          | 3 episódios     |
| 2011      | House MD           | Wynn                           | 1 episódio      |
| 2011      | Castle (série)     | Nicole Hixton                  | 1 episódio      |
| 2012      | Good Luck Charlie  | Syd (hairdresser)              | 1 episódio      |
| 2015      | Bones              | Kate Kolfax                    |                 |
| 2016      | Awkward            | Lizzie                         |                 |
| 2017      | Sleepy Hollow      | Alex Norwood                   |                 |